# Lojze Peterle

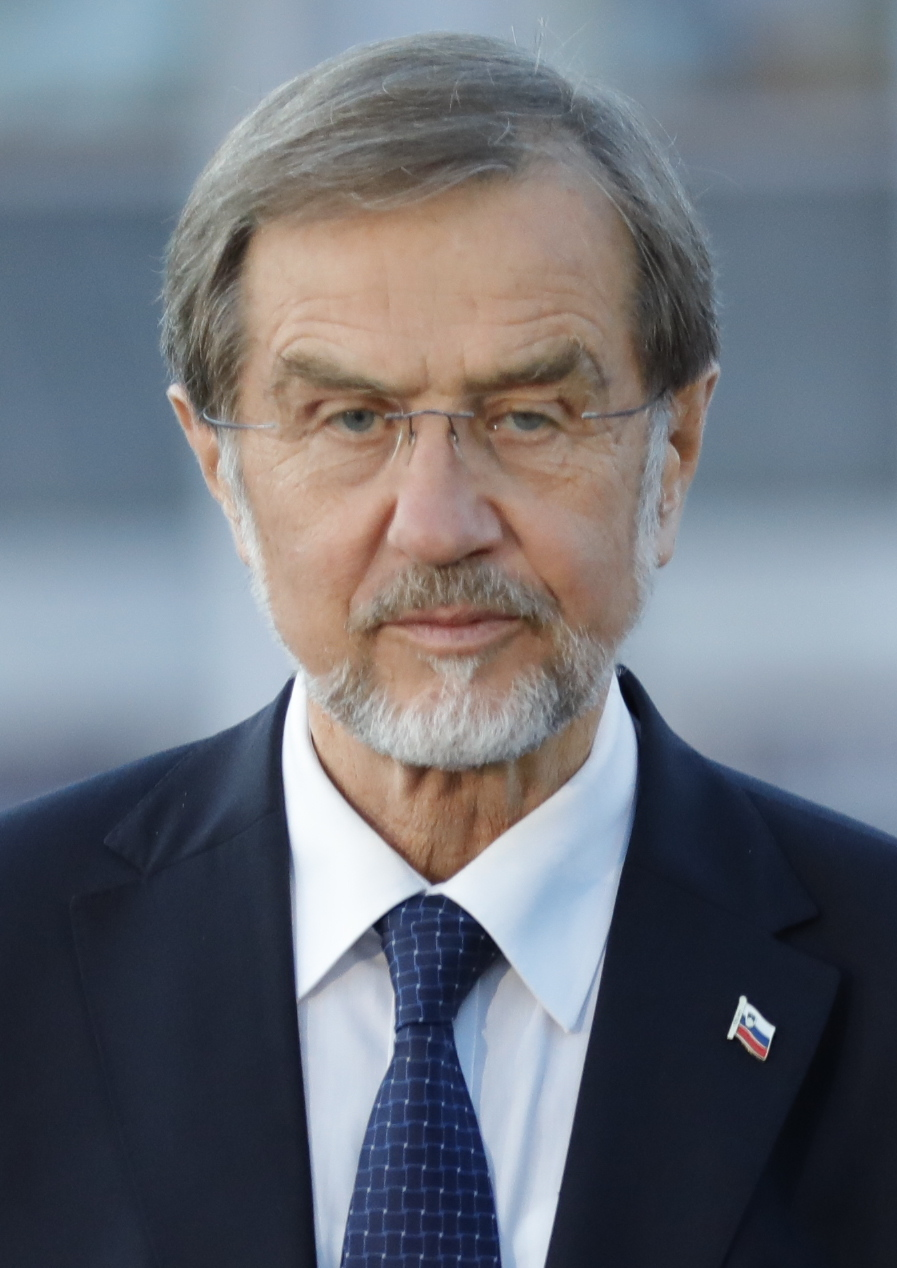
Lojze Peterle (2021)

Lojze Peterle (eigentlich: Alojz Peterle; * 5. Juli 1948 in Čužnja vas bei Trebnje) ist ein slowenischer Politiker und Diplomat. Er war Parteichef der Christlichen Partei Sloweniens von ihrer Gründung in den späten 1980er Jahren, bis sie sich 2000 mit anderen Parteien zur christdemokratischen Partei Nova Slovenija verband. Er trug dazu bei, dass Slowenien unabhängig von der SFR Jugoslawien wurde.
Peterle wurde im Mai 1990 nach den Parlamentswahlen Ministerpräsident von Slowenien. 1991 rief er die Unabhängigkeit des Landes von Jugoslawien aus, danach folgte der 10-Tage-Krieg, in welchem die territorialen slowenischen Streitkräfte die jugoslawische Armee bezwingen konnten. Peterle war bis 1992 Premierminister, als eine Koalitionsregierung unter Janez Drnovšek an die Macht kam. Von Januar 1993 bis Oktober 1994 war Peterle stellvertretender Premierminister und Außenminister. Es gab Spannungen in der Koalition, und Peterle trat 1994 zurück, weil Drnovšek Jožef Školč, ein Mitglied seiner eigenen Liberal-demokratischen Partei, als Sprecher des Parlaments nominierte, obwohl Peterle wollte, dass ein Christdemokrat Sprecher sein sollte. Die Christdemokraten blieben in der Koalition, aber sie waren oft uneins. 1996 forderte Peterle die Absetzung von Außenminister Zoran Thaler, weil er glaubte, dass Thaler Sloweniens Beziehungen zu Italien nicht genügend förderte.
Als 2000 die Regierung fiel, wurde Peterle wieder Außenminister in der kurzlebigen Regierung von Andrej Bajuk von Juni bis September 2000, als Drnovšek wieder an die Macht kam. Peterles diplomatische Politik versuchte immer, Sloweniens Beziehungen zu anderen Ländern verbessern, um Sloweniens Ruf in der internationalen Gemeinschaft zu sichern.
2002 erkrankte er an Krebs. Bei den Europawahlen 2004, 2009 und 2014 des Europäischen Parlaments wurde Peterle für die Partei Neues Slowenien gewählt. Im Europaparlament engagiert er sich u. a. in der fraktionsübergreifenden Gruppe „Europa-Abgeordnete gegen Krebs“.
2007 strebte Peterle den Posten des slowenischen Staatspräsidenten an. Im ersten Durchgang der Präsidentschaftswahlen am 21. Oktober erhielt er zwar die meisten Stimmen, unterlag in der Stichwahl am 11. November 2007 jedoch Danilo Türk.

## Auszeichnungen und Ehrungen
- 2004: Internationaler Josef-Krainer-Preis
- 2019: Großer Orden der Aufgehenden Sonne am Band[2]